# Bridge Creek (Oklahoma)
Bridge Creek è un comune degli Stati Uniti d'America, situato nello Stato dell'Oklahoma, nella contea di Grady. Dista 35 km da Oklahoma City.
Il 3 maggio 1999 è stata devastata da un catastrofico tornado di livello F5 che ha ucciso 12 persone in questa località (36 in totale lungo il suo percorso di 65 km). Questo tornado inoltre ha fatto registrare una raffica di vento da record mondiale di 486 km/h (301 mph)